# Deutsche Skilanglauf-Meisterschaften 2010
Die Deutschen Skilanglauf-Meisterschaften 2010 fanden vom 28. bis 29. Dezember 2009 in Oberwiesenthal statt und vom 25. Februar bis 28. Februar 2010 in der DKB-Ski-Arena in Oberhof statt. Staffel, Verfolgung und Einzelrennen wurden in Oberhof ausgetragen, Sprint und Teamsprint in Oberwiesenthal.

## Ergebnisse Herren

### Sprint Freistil
| Platz | Name             | Verein                        |
| ----- | ---------------- | ----------------------------- |
| 1     | Tom Reichelt     | WSC Erzgebirge Oberwiesenthal |
| 2     | René Sommerfeldt | WSC Erzgebirge Oberwiesenthal |
| 3     | Oliver Wünsch    | SV Großwaltersdorf            |
| 4     | Florian Rohde    | SC/TV Gefrees                 |
| 5     | Andy Kühne       | WSC Erzgebirge Oberwiesenthal |
| 6     | Max Bergmann     | SC Vachendorf                 |
| 7     | Josef Wenzl      | SC Zwiesel                    |
| 8     | Thomas Freimuth  | WSV Skadi Bodenmais           |

Datum: 28. Dezember in Oberwiesenthal

### 20 km Verfolgung
| Platz | Name               | Verein                    | Zeit        |
| ----- | ------------------ | ------------------------- | ----------- |
| 1     | Benjamin Seifert   | TSG Bau Hammerbrücke      | 54:42,3 min |
| 2     | Philipp Marschall  | Rhöner WSV                | 54:46,0 min |
| 3     | Stefan Seiffert    | SKG Gersfeld              | 55:04,8 min |
| 4     | Max Bergmann       | SC Vachendorf             | 55:06,2 min |
| 5     | Andy Gerstenberger | SV Neudorf                | 55:12,6 min |
| 6     | Marcus Enders      | SC Partenkirchen          | 55:24,8 min |
| 7     | Thomas Freimuth    | WSV Skadi Bodenmais       | 56:31,8 min |
| 8     | Oliver Wünsch      | SV Großwaltersdorf        | 57:30,1 min |
| 9     | Florian Rohde      | SC/TV Gefrees             | 57:36,7 min |
| 10    | Lars Schnuricht    | WSV 08 Johanngeorgenstadt | 58:05,7 min |

Datum: 27. Februar in Oberhof

### 10 km klassisch
| Platz | Name               | Verein               | Zeit        |
| ----- | ------------------ | -------------------- | ----------- |
| 1     | Benjamin Seifert   | TSG Bau Hammerbrücke | 27:06,6 min |
| 2     | Philipp Marschall  | Rhöner WSV           | 27:41,0 min |
| 3     | Manuel Schnurrer   | SC Neubau            | 27:47,0 min |
| 4     | Stefan Seiffert    | SKG Gersfeld         | 27:51,4 min |
| 5     | Andy Gerstenberger | SV Neudorf           | 27:55,6 min |
| 6     | Daniel Heun        | SKG Gersfeld         | 28:11,8 min |
| 7     | Florian Rohde      | SC/TV Gefrees        | 28:20,4 min |
| 8     | Max Bergmann       | SC Vachendorf        | 28:26,1 min |
| 9     | Oliver Wünsch      | SV Großwaltersdorf   | 28:37,6 min |
| 10    | Marcus Enders      | SC Partenkirchen     | 28:38,6 min |

Datum: 25. Februar in Oberhof

### Teamsprint Freistil
| Platz | Name                             | Verein                                             | Zeit        |
| ----- | -------------------------------- | -------------------------------------------------- | ----------- |
| 1     | Andy Kühne Benjamin Seifert      | WSC Erzgebirge Oberwiesenthal TSG Bau Hammerbrücke | 25:26,4 min |
| 2     | Milan Šperl Lukáš Bauer          | Tschechien Tschechien                              | 25:39,3 min |
| 3     | Oliver Wünsch Andy Gerstenberger | SV Großwaltersdorf SV Neudorf                      | 25:46,0 min |
| 4     | Thomas Freimuth Florian Rohde    | WSV Skadi Bodenmais SC/TV Gefrees                  | 25:59,6 min |
| 5     | Roy Meingast Thomas Wick         | SC Steinbach-Hallenberg SCM Zella-Mehlis           | 26:42,6 min |
| 6     | Lars Decker Timo Kürner          |                                                    | 26:52,6 min |

Datum: 29. Dezember in Oberwiesenthal

### 3 × 5 km Staffel
| Platz | Staffel/Name                                            | Verein                                             | Zeit        |
| ----- | ------------------------------------------------------- | -------------------------------------------------- | ----------- |
| 1     | BSV I Manuel Schnurrer Max Bergmann Marcus Enders       | SC Neubau SC Vachendorf SC Partenkirchen           | 38:22,4 min |
| 2     | TSV I Thomas Bing Philipp Marschall Tim Tscharnke       | Rhöner WSV SV Biberau                              | 38:30,0 min |
| 3     | SVS I Oliver Wünsch Andy Gerstenberger Benjamin Seifert | SV Großwaltersdorf SV Neudorf TSG Bau Hammerbrücke | 38:38,0 min |
| 4     | WSV / HSV I Stefan Seiffert Daniel Heun Juri Propp      | SKG Gersfeld Tus Erndtebrück                       | 38:39,4 min |
| 5     | TSV II Andreas Schlütter Max Wohlleben Erik Schneider   | SCM Zella-Mehlis SV 90 Gräfenroda                  | 40:20,4 min |

Datum: 28. Februar in Oberhof

## Ergebnisse Frauen

### Sprint Freistil
| Platz | Name            | Verein                        |
| ----- | --------------- | ----------------------------- |
| 1     | Claudia Nystad  | WSC Erzgebirge Oberwiesenthal |
| 2     | Nicole Fessel   | SC Oberstdorf                 |
| 3     | Denise Herrmann | WSC Erzgebirge Oberwiesenthal |
| 4     | Jessica Müller  | SV Baiersbronn                |
| 5     | Monique Siegel  | WSC Erzgebirge Oberwiesenthal |
| 6     | Eva Skalníková  | Tschechien                    |
| 7     | Alina Golzow    | LBC Banfetal                  |
| 8     | Sarah Waidelich | SV Enzklösterle               |

Datum: 28. Dezember in Oberwiesenthal

### 10 km Verfolgung
| Platz | Name           | Verein                        | Zeit        |
| ----- | -------------- | ----------------------------- | ----------- |
| 1     | Monique Siegel | WSC Erzgebirge Oberwiesenthal | 28:21,0 min |
| 2     | Jessica Müller | SV Baiersbronn                | 29:39,2 min |
| 3     | Alina Golzow   | LBC Banfetal                  | 31:07,9 min |
| 4     | Jessica Krause | WSC Erzgebirge Oberwiesenthal | 33:06,8 min |

Datum: 27. Februar in Oberhof

### 5 km klassisch
| Platz | Name            | Verein                        | Zeit        |
| ----- | --------------- | ----------------------------- | ----------- |
| 1     | Manuela Henkel  | WSV Oberhof                   | 14:49,7 min |
| 2     | Jessica Müller  | SV Baiersbronn                | 15:39,4 min |
| 3     | Jessica Krause  | WSC Erzgebirge Oberwiesenthal | 15:44,4 min |
| 4     | Alina Golzow    | LBC Banfetal                  | 15:54,2 min |
| 5     | Sarah Waidelich | SV Enzklösterle               | 16:43,0 min |

Datum: 25. Februar in Oberhof

### Teamsprint Freistil
| Platz | Name                           | Verein                                   | Zeit        |
| ----- | ------------------------------ | ---------------------------------------- | ----------- |
| 1     | Lucia Anger Elisabeth Schicho  | SC Oberstdorf SC Schliersee              | 24:23,8 min |
| 2     | Anne Jacob Manuela Henkel      | SV Rotterode WSV Oberhof                 | 25:39,3 min |
| 3     | Jessica Müller Sandra Ringwald | SV Baiersbronn ST Schonach-Rohrhardsberg | 25:46,0 min |
| 4     | Jessica Krause Monique Siegel  | WSC Erzgebirge Oberwiesenthal            | 25:59,6 min |
| 5     | Alina Golzow Sophia Regenbogen | LBC Banfetal                             | 26:42,6 min |

Datum: 29. Dezember in Oberwiesenthal

### 3 × 5 km Staffel
| Platz | Staffel/Name                                            | Verein                                                 | Zeit        |
| ----- | ------------------------------------------------------- | ------------------------------------------------------ | ----------- |
| 1     | TSV I Manuela Henkel Anne Jacob Sabrina Buchholz        | WSV Oberhof SV Rotterode WSV Oberhof                   | 42:31,7 min |
| 2     | BSV I Elisabeth Schicho Christina-Lisa Höck Lucia Anger | SC Schliersee TSV Benediktbeuern SC Oberstdorf         | 42:32,1 min |
| 3     | SBW I Anja Gruber Sandra Ringwald Jessica Müller        | TSG Leutkirch ST Schonach-Rohrhardsberg SV Baiersbronn | 42:42,8 min |
| 4     | SVS I Tina Fischer Monique Siegel Jessica Krause        | SSV Sayda WSC Erzgebirge Oberwiesenthal                | 43:05,5 min |
| 5     | BSV II Esther Mende Hanna Kolb Christina Müllhofer      | SC Oberstdorf TSV Buchenberg SCMK Hirschau             | 43:57,7 min |
| 6     | WSV/HSV I Alina Golzow Theresa Niglis Nicole Saure      | LBC Banfetal SK Winterberg SC Willingen                | 46:51,2 min |

Datum: 28. Februar in Oberhof